# Chilasa elwesi
Chilasa elwesi är en fjärilsart som först beskrevs av John Henry Leech 1889.  Chilasa elwesi ingår i släktet Chilasa och familjen riddarfjärilar. Inga underarter finns listade i Catalogue of Life.